# Sojuz 1
Sojuz 1 je bio let s ljudskom posadom u sklopu Sovjetskog svemirskog programa. Letjelica je lansirana u orbitu 23. travnja 1967. s kozmonautom Vladimirom Komarovim. Ovo je ujedno bio prvi let nove letjelice s ljudskom posadom iz familije Sojuz. Prema planu Sojuz 1 se u orbiti trebao susresti s Sojuzom 2, razmijeniti dio posade i sigurno se vratiti na Zemlju.
Od samog početka leta misija je bila opterećena problemima. Na kraju se odustalo od lansiranja Sojuza 2 s tročlanom posadom, a Sojuz 1 se po žurnom postupku trebao vratiti na Zemlju nakon samo 18 orbita. Na žalost, prilikom otvaranja padobrana došlo je do zapetljavanja užadi i padobran se nije u potpunosti otvorio. Kapsula je udarila u tlo brzinom 140 km/h pri čemu je poginuo kozmonaut Vladimir Komarov. On se smatra prvom osobom koja je stradala prilikom leta u Svemir.
Zanimljivo je da su inženjeri i projektanti svemirskog broda Sojuz prije leta sojuza 1 prijavili 203 greške na letjelici, ali ih je politički vrh ignorirao i požurio lansiranje unatoč ozbiljnim tehničkim nedostatcima.